# مجدلیا، زغرتا
مجدلیا (به عربی: مجدليا) یک منطقهٔ مسکونی در لبنان است که در شهرستان زغرتا واقع شده‌است.